# 모아네스 다부어
모아네스 다부어(히브리어: מואנס דאבור, 아랍어: مؤنس دبور, 1992년 5월 14일 ~ )는 아랍계 이스라엘의 축구 선수로 현재 UAE 프로리그의 샤바브 알아흘리에서 공격수로 활약하고 있다.

## 클럽 경력
2019년 1월 17일 다부어는 스페인 클럽 세비야 FC와 2019-20시즌부터 함께하기로 4년 계약을 맺었다. 다부어는 CA 오사수나와의 경기에서 교체투입되며 라리가 데뷔전을 치렀다.
2020년 1월 7일 세비야에서 별다른 활약을 보여주지 못한 다부어는 분데스리가의 TSG 1899 호펜하임으로 이적했다.

## 사생활
다부어는 팔레스타인출신의 무슬림이다. 그의 형제 아나스 다부어도 축구선수이다.